# Grb Karlovačke županije
Grb Karlovačke županije je grb koji ima crvenu boju štita preko kojih se nalaze četiri vodoravno položene srebrne grede. Te srebrne grede predstavljaju četiri rijeke: Kupu, Koranu, Mrežnicu i Dobru. U donjem dijelu grba smješten je šiljak plave boje čiji vrh seže do treće grede gledano od dolje. Na šiljku se nalazi zlatna šestokraka zvijezda, oko koje je srebrna oklopljena ruka koja drži mač sa zlatnom drškom.